# Порт-Саїд (губернаторство)
Порт-Саї́д (Бур-Саїд, араб. بور سعيد‎) — губернаторство (мухафаза) в Арабській Республіці Єгипет. Адміністративний центр і єдине місто — Порт-Саїд.
Населення — 570 603 особи (2006).